# Rezerwat przyrody Ciszek
Rezerwat przyrody Ciszek – rezerwat przyrody leśny, częściowy, o powierzchni 40,28 ha, utworzony w 1982 roku. Położony jest w zachodniej części Puszczy Kozienickiej wzdłuż drogi Jastrzębia - Kieszek, 6 km na północ od Jedlni-Letnisko.
Rezerwat przyrody Ciszek został utworzony w celu ochrony drzewostanów dębowych i jodłowych liczących 130–180 lat; są one bardzo cenne ze względu na ich naturalne pochodzenie. Występująca tu jodła stanowi północną granicę geograficznego zasięgu występowania tego gatunku. W podroście spotkać można tu dęby i świerki, a podszyt stanowią: bez czarny, jarzębina i brzoza. W runie występują m.in. lilia złotogłów, nerecznica samcza, groszek wiosenny, kokoryczka wonna, przytulia, przylaszczka pospolita i zawilec gajowy. Gniazdują tutaj rzadkie gatunki ptaków: myszołów zwyczajny, pełzacz leśny, rudzik, wilga, drozd śpiewak, dzięcioł duży; spotkać również można kukułkę i kraskę. Ze zwierzyny łownej częstymi gośćmi rezerwatu są dzik i sarna.
Teren rezerwatu jest równinny, położony na morenie dennej, utworzonej z gliny i piasków gliniastych. Nazwa uroczyska, w którym znajduje się rezerwat (Ciszek, dawniej Cisek) pochodzi od cisów, które rosły tu jeszcze na początku XX w.